# Kircchi
Kircchi (gruz. კირცხი) – wieś w Gruzji, w regionie Megrelia-Górna Swanetia, w gminie Czchorocku. W 2014 roku liczyła 981 mieszkańców.

## Urodzeni
- Władimir Zakaraja